# سان جیاکومو دلی سکیاوونی
سان جیاکومو دلی سکیاوونی (به ایتالیایی: San Giacomo degli Schiavoni) یک کومونه در ایتالیا است که در استان کامپوباسو واقع شده‌است. سان جیاکومو دلی سکیاوونی ۱۱٫۰ کیلومتر مربع مساحت و ۱٬۱۷۶ نفر جمعیت دارد.